# Vivi Cake
Vivi Cake é uma apresentadora, influenciadora digital e youtuber brasileira.  Comanda o quadro "É Doce ou Não É?" atualmente na emissora SBT e possui mais de 20 milhões de seguidores nas redes sociais.
Vivi Cake é considerada a rainha dos bolos realistas e ficou mundialmente conhecida ao criar a trend "É bolo ou não é?" em 2021, o que lhe fez conquistar um quadro no Programa Eliana em 2022.

## Biografia e Carreira

### Infância e Juventude
Vivi Cake nasceu na zona rural de Ubiratã, cidade do interior do Paraná, onde passou toda infância. Filha de agricultor, Vivi foi criada para ser dona de casa. Mas, procurando uma vida melhor, na juventude, se mudou para Cascavel, onde cursou psicologia. Sem sucesso na profissão de formação, desempregada, começou a fazer bolos para vender em 2014.
Inicialmente fazia bolos pequenos de pote, mas a pedido dos próprios clientes, começou fazer bolos grandes. Foi onde, pesquisando na internet, se deparou com os bolos esculpidos e arriscou fazer. Autodidata, na base da tentativa e erro, foi se aperfeiçoando e fazendo sucesso com bolos artísticos na região onde morava.

### Sucesso na Internet
Em 2021, durante a pandemia, buscando se tornar mais conhecida a nível nacional, começou a fazer vídeos para internet onde cortava seus bolos. Desde o início, além de cortar os bolos, tentou se apresentar de forma bem humorada. No primeiro vídeo, onde cortava um pedaço de carne, atingiu milhares de visualizações no TikTok e se animou a publicar mais vídeos do mesmo estilo.
Seu primeiro vídeo viral foi um bolo em formato de coxinha, publicado em março de 2021, onde Vivi fazia a pergunta: "Será que isso aqui é uma coxinha ou um bolo?". Esse vídeo atingiu mais de 1 milhão de visualizações em menos de 24 horas. E um dos motivos para o vídeo viralizar, foram os comentários dos haters.
O primeiro milhão de seguidores foi conquistado 4 meses após a publicação do primeiro vídeo, em julho de 2021. E a primeira participação na TV nacional foi na mesma época. Vivi Cake parou de vender bolos e obtém renda principalmente de publicidades na TV e nas redes sociais.. Hoje seu faturamento supera R$ 1 milhão por ano. 

### Televisão
Em 2022 recebeu o convite do SBT para apresentar o quadro "É Doce ou Não É?" dentro do Programa Eliana. O quadro ficou no programa até a saída da Eliana do SBT em 2024.
Além do quadro, Vivi foi convidada especial de diversos outros programas, como o The Noite com Danilo Gentili no SBT, e em outras emissoras: Tempero em Família com Rodrigo Hilbert no GNT, Balanço Geral da TV Record e Hora do Faro na TV Record. Também fez publicidade no programa Mais Você com Ana Maria Braga.
A história de sucesso de Vivi Cake virou comercial de TV em uma campanha publicitária do TikTok. A propaganda contou como Vivi Cake começou no TikTok e foi parar na TV. A campanha também contou com Eliana que comeu um outdoor de bolo na avenida Paulista.
Com o fim do Programa Eliana, a TV Record tentou contratar Vivi Cake, mas ela continuou no SBT e agora o quadro "É Doce ou Não É?" é transmitido toda sexta-feira no Programa Chega Mais.

### Câncer
No auge de sua carreira, dia 20 de dezembro de 2022, Vivi Cake descobriu um câncer no colo do útero e utilizou suas redes sociais para tornar o assunto público. Ela descobriu através de exames de rotina.
O tratamento recomendado pela equipe médica foi a retirada completa do útero. Mesmo sem ter filhos, Vivi optou por seguir a orientação médica. Segundo ela,  ainda não pensa em ter filhos e, mesmo sabendo que não poderá por vias naturais, se um dia quiser, ela e o marido irão realizar o sonho por outros meios.

### Livro
Vivi Cake está escrevendo um livro com lançamento previsto para setembro de 2024. Contará como saiu da roça e, com apenas R$ 50,00 que tinha no bolso, construiu uma carreira de sucesso e hoje fatura mais de R$ 1 milhão como influenciadora. O livro terá o prefácio escrito por Eliana.